# Ochthebius marinus
Ochthebius marinus är en skalbaggsart som först beskrevs av Gustaf von Paykull 1798.  Ochthebius marinus ingår i släktet Ochthebius och familjen vattenbrynsbaggar. Arten är reproducerande i Sverige. Inga underarter finns listade i Catalogue of Life.